# Наср (мифология)
Наср (араб. نسر‎ — «орёл», «гриф») — имя одного из божеств древнеарабской мифологии, почитавшееся в государствах Саба и Катабан.
Наср являлся богом-предком, покровителем и владыкой оазиса Джуба, который находился к югу от столицы Сабы Мариба. Изображения Насра выполнены в виде орла и встречается в южноаравийском искусстве, в декоративной и религиозно-символической функции. Упоминается в Коране как божество, которому поклонялся народ пророка Нуха (Ноя): «И они замыслили великий заговор и сказали: „Не отрекайтесь от ваших богов: Вадда, Сувы, Йагуса, Йаука и Насра“». Ему поклонялись химьяриты, в частности знатные роды Зу Руайн и Зу-ль-Кала. Согласно преданию[какому?], культ Насра сменил иудаизм. Это божество изредка упоминается в надписях и в некоторых иноземных источниках о Северной Аравии.